# Glatz József
Glatz József Ernő (Budapest, 1931. április 23. – Hürth, 2017. március 7.) evangélikus lelkész és hitoktató.

## Életútja
1941–1949 között a budapesti Fasori Evangélikus Gimnáziumban tanult, ott is érettségizett. 1947-ben konfirmált Budapesten (Rákosszentmihály).
1949-1955 között evangélikus teológiai tanulmányokat folytatott Sopronban és Budapesten, a záróvizsgát Budapesten tette le. 1955. február 6-án szentelték pappá.
1955 februárjától 1955 júniusáig segédlelkész Ózdon.
1955. július 1-jén kérte felmentését, majd mint hegesztő dolgozott egy gyárban Budapesten.
1956 októberében ismét egyházi szolgálatra jelentkezett. A forradalom után Ausztriába menekült. 1956 decemberétől 1957 szeptemberéig a Lutheránus Világszövetség felkérésére egy ausztriai menekülttáborban dolgozott lelkészként. 1957. október 1-től 1964-ig a lelkipásztori bizottságban dolgozott lelkészként a magyar evangélikus menekültek között egész Skandináviában, különösen Tangagärdében (Svédország).
1960-1966 között tiszteletbeli meghatalmazott lelkész a magyar evangélikus-lutheránus munkaközösségben, a diákokért és a fiatalokért Nyugat-Európában. Társszervező az évente megrendezett húsvéti magyar evangéliumi ifjúsági konferencián.
1965. február 6-tól lelkészként dolgozott a magyar evangélikus közösségben a németországi Észak-Rajna-Vesztfália tartományban, majd Köln-Deutzba költözött.
1969. augusztus 3-tól lelkészként dolgozott a hürti Mätthaus egyházgyülekezetben, Németországban.
1973-ban dolgozni kezdett az új templomban Hürth Kendenichben. Később az ö javaslatára nevezték Nathan Söderblom-templomnak.
Találkozások és gyülekezeti kirándulások a 70-es évek elejétől a 90-es évekig Hollandiába (Spijkenisse, együttműködés Hans Brezet lelkésszel), Angliába (Thetford, Paul Oliver lelkésszel) és Svédországba (Löfgren lelkésszel).
A 70-es, 80-as években hittantanár a hürti gimnáziumban, ma Ernst-Mach-Gymnasiumnak nevezik.
1975-1979 között kirándulások a konfirmáltakkal Svédországba (Tångagärde, 1975, 1976, 1977 és 1979).
A 80-as évek elejétől a közepéig vezetett egy társalgókört néhány érettségiző diákkal, illetve az egyetemistákkal. Fő témája az értelem és a hit viszonya.
1989-2007 között szabadidős csoportos utazás a gyülekezet nyugdíjasaival Ausztriába (Ramsau, 1989, 1994, 2001, 2003 és 2007).
1993. július 4-én, nyugdíjazása kezdetén Hürth-Efferenbe költözött.
2013. szeptember 29-én Budapesten agyvérzést kapott.
2017. március 7-én meghalt Hürth-ben.

## Családja
Szülei Glatz József (1901–1986) és Acél Anna (1902–1971), mindketten lutheránus teológusok. Testvérei Anna (1927–2003), Eszter (1933).
1962 áprilisában házasságot kötött Inge Polsterrel (Németország). 1963. február 3-án megszületett András fia (Järfälla, Svédország), 1964. november 30-án lánya, Ildikó (ugyanott), 1969. február 6-án pedig lánya, Erzsébet (Lisa, Köln).
Unokái: Anna (Köln, 1985. január 19.), Dimitrios (Bensberg, Németország, 1994. június 26.), Lukas (Köln, 1997. január 9.), Jakob (Bensberg, Németország, 2004. február 25.). Dédunokája Jonas (Köln).
1985. október 4-én Kölnben elhalálozott felesége, Inge.
1990. június 23-án házasságot kötött Birgit Härtinggal (Hürth, Németország).

## Művei
- Fogoly vagyok; L'Harmattan, Bp., 2019[2]
  - Kiváltképp teológiai kérdésekkel foglalkozik, mint a Szentháromság, bűn, bűnbocsánat, lelki gondozás, megváltás, keresztség, igazság, reformáció, evangélikus identitás. Több tanulmány foglalkozik a zsidósággal, az iszlámmal, és ezek kapcsolatával a kereszténységhez. Fontos, napjainkban pedig világpolitikai jelentőségűvé vált kérdés a három monoteista vallás viszonyulása egymáshoz. Az egyház számára a Szentháromság, bún és megváltás kérdése hosszú ideig magától értetődő volt. Mára szükségessé vált egyfajta „fordítás”, aktualizálás. A gondolkodás fejlődésével – a reformáció szellemében – változnak a dogmatikai értelmezések is.

- Ferdinánd István: Csittvári krónika, anno 1952. A Csittvári krónika című folyóiratban megjelent vagy hozzá tartozó, eddig meg nem jelent írások; összeáll., szöveggond. Ferdinánd László és Glatz József; Magyarországi Evangélikus Egyház Sajtóosztálya, Bp., 2001[3]
  - Témája főképpen teológia és filozófia viszonya.